# Pitharatus
Pitharatus là một chi nhện trong họ Araneidae.